# Ave-do-paraíso-real
A ave-do-paraíso-real (Cicinnurus regius) é uma ave passeriforme da família Paradisaeidae (ave-do-paraíso). É uma espécie comum e de ampla distribuição, encontrada nas florestas da Nova Guiné e em ilhas próximas. É o único membro do gênero Cicinnurus.

## Descrição
A ave-do-paraíso-real é às vezes chamada de "joia viva" , sendo a menor e a mais colorida da família. Ela é pequena, medindo aproximadamente 16–19 cm, mas 31 cm se as penas centrais da cauda são incluídas.
O macho adulto tem uma cor carmesim metálica, ligeiramente laranja sob certa iluminação, principalmente na cabeça. O peito possui uma faixa estreita iridescente verde-escuro, com o peito inferior esbranquiçado. Há também plumas em forma de leque com pontas verdes no ombro que são usadas no cortejo sexual. As penas abaixo da cauda são marrom-oliva, com pontas verdes iridescentes. Suas pernas são pernas violetas.  O bico é amarelo-marfim. As fêmeas têm cabeça verde-oliva opaca, com a parte superior e inferior amarelada e pernas violetas.

## Ecologia e comportamento
Existem poucas informações disponíveis sobre o comportamento desta espécie. Eles são imperceptíveis e podem ser difíceis de se localizar, exceto pela vocalização e durante o cortejo.

### Reprodução
A espécie é polígina, com os machos adultos promíscuos se exibindo isoladamente em leks e em grupos em áreas arbóreas. Eles são, talvez, os vocalizadores mais persistentes dentre as aves-do-paraíso. O cortejo envolve vocalizações complexas, manipulações de penas e uma variedade de posturas e movimentos corporais.
A reprodução ocorre de março a outubro. O ninho aberto é construído em uma cavidade de árvore, dentro da qual dois ovos são postos. A fêmea constrói o ninho e cuida dos filhotes sem ajuda do macho.

### Alimentação e dieta
A dieta é composta principalmente de frutas e artrópodes. O forrageamento ocorre em todos os níveis da floresta, onde os pássaros geralmente se unem a bandos de espécies diferentes para procurar artrópodes.

## Estado de conservação
A espécie foi avaliada provisoriamente como em declínio devido à perda de habitat  e caça. Todavia, apesar disso, por ser uma espécie amplamente distribuída e abundante em todo seu território, a ave-do-paraíso-real é avaliada como espécie pouco preocupante na Lista Vermelha de Espécies Ameaçadas da IUCN. Ela está listada no Apêndice II da CITES.

## Subespécies
A espécie possui seis subespécies reconhecidas:
- C. r. coccineifrons
- C. r. criptorhynchus
- C. r. gymnorhynchus
- C. r. regius
- C. r. rex
- C. r. similis